# ميرل هومير
ميرل هومير (من مواليد 27 أغسطس 1999) هي لاعبة ألعاب قوى ألمانية في سباقات المضمار والميدان متخصصة في منافسات الوثب الطويل. حصلت على الميدالية الفضية في بطولة أوروبا لألعاب القوى تحت 23 عامًا لعام 2021 حيث قفز أفضل رقم شخصي يبلغ 6.69 مترًا لينتهي خلف المجرية بيترا فاركاس في لايبزيغ، في فبراير 2022، حصلت على الميدالية الفضية في بطولة ألمانيا داخل الصالات أمام البطلة الأولمبية ملايكا ميهامبو.
في يوجين بولاية أوريغون في يوليو 2022، تنافس هومير في بطولة العالم لألعاب القوى 2020 لكنه فشل في إنهاء المراكز المؤهلة للنهائي. تنافست في ظروف الرياح الصعبة ولم تتحسن في قفزة 6.09 متر. في أغسطس 2022، تأهل هومير للنهائي بقفزة 6.49 مترًا في مسابقة الوثب الطويل في بطولة أوروبا 2022 في ميونيخ، وفي النهائي احتل المركز التاسع في الترتيب العام.

## نشأتها
درست هومير علم الأحياء في جامعة لايبنيز هانوفر. في عام 2018، أصبحت بطلة ألمانيا في الوثب الطويل تحت 20 عامًا داخل الصالات وكانت الوصيفة اللاعبة ليا ياسمين ريكي في بطولة ألمانيا الخارجية تحت 20 عامًا.